# الصليب الأحمر الملكي

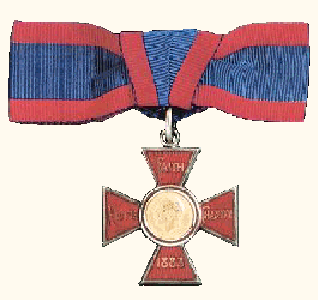
ميدالية الصليب الأحمر الملكي

الصليب الأحمر الملكي هو وسام عسكري في المملكة المتحدة والكومنولث نظير خدمات استثنائية في مجال التمريض العسكري. أسست الملكة فيكتوريا الجائزة في 27 نيسان 1883.

## أشخاص حصلوا على الوسام
- أليس أميرة باتنبرغ، أميرة دنماركية ألمانية.
- أولغا كونستانتينوفنا دوقة روسيا.
- كريستينا ماكدونالد، ممرضة نيوزيلندية.